# (1424) Sundmania
(1424) Sundmania es un asteroide que forma parte del cinturón de asteroides y fue descubierto por Yrjö Väisälä desde el observatorio de Iso-Heikkilä, Finlandia, el 9 de enero de 1937.

## Designación y nombre
Sundmania se designó inicialmente como 1937 AJ.
Posteriormente fue nombrado en honor del matemático finés Karl F. Sundman (1873-1949).

## Características orbitales
Sundmania está situado a una distancia media de 3,188 ua del Sol, pudiendo alejarse hasta 3,386 ua. Su excentricidad es 0,06192 y la inclinación orbital 9,177°. Emplea 2079 días en completar una órbita alrededor del Sol.